# آندره‌آ پولی
آندریا پولی (ایتالیایی: Andrea Poli؛ زاده ۲۹ سپتامبر ۱۹۸۹) بازیکن فوتبال اهل ایتالیا است 

## تیم ملی
از سال ۲۰۱۲ میلادی عضو تیم ملی فوتبال ایتالیا بوده است. او در حال حاضر در باشگاه بولونیا بازی می‌کند.